# Gilberto Braga
Gilberto Tumscitz Braga (Rio de Janeiro, 1 de novembro de 1945 — Rio de Janeiro, 26 de outubro de 2021) foi um autor brasileiro de telenovelas e minisséries, considerado um dos maiores nomes da teledramaturgia brasileira.
Sua telenovela de 2007, Paraíso Tropical, foi indicada em 2008 ao Emmy na categoria de melhor novela. A maioria de suas novelas tem um assassinato misterioso, que é revelado nos capítulos finais.

## Biografia

### Início da carreira e adaptação de romances famosos
Gilberto Braga cursou a faculdade de Letras na Pontifícia Universidade Católica do Rio de Janeiro (PUC-Rio), depois foi professor de francês na Aliança Francesa e em seguida ingressou no jornal O Globo como crítico de teatro e cinema. Estreou como autor televisivo em 1972, quando assinou um episódio de Caso Especial: Dama das Camélias 72 (versão atualizada de A Dama das Camélias, protagonizada por Glória Menezes e Cláudio Cavalcanti). Durante o ano de 1973, produziu mais especiais, como As Praias Desertas e Feliz na Ilusão. Sua desenvoltura e rapidez na escrita dos episódios chamaram a atenção do diretor Daniel Filho, então chefe das novelas na emissora, que o convidou para assinar, junto com Lauro César Muniz, a autoria da novela das sete Corrida do Ouro (1974), trabalho do qual Muniz se afastaria para estrear na faixa das oito. Por ainda não estar habituado ao ritmo de escrita para a televisão, Gilberto chegou a desistir de escrever a trama, sendo impedido por Daniel Filho, que comentou a situação com Janete Clair. A veterana – admiradora dos diálogos de Braga –, então, se ofereceu para supervisioná-lo.
Gilberto Braga foi o primeiro autor brasileiro formado exclusivamente para a televisão - jamais escreveu para teatro. Ele foi responsável por outras adaptações: O Preço de Cada Um (modernização de Misantropo) e Mulher (versão moderna de Casa das Mulheres).
Ele também se notabilizou pelas adaptações de clássicas obras literárias para a televisão. Em 1975, foi responsável pelas adaptações dos romances Helena, de Machado de Assis (que seria adaptada novamente em 1987 pela extinta TV Manchete) – responsável por reinagurar a faixa das seis – e Senhora de José de Alencar. Mas o primeiro grande sucesso da carreira de Gilberto foi Escrava Isaura (1976), baseada no romance homônimo de Bernardo Guimarães, cujo êxito foi enorme – durante muito tempo, foi a novela mais vendida de todos os tempos e consagrou mundialmente a atriz Lucélia Santos, que iniciava a carreira. Com a novela, foi considerado o responsável por levar a teledramaturgia brasileira para o mundo, sendo vendida para países como Cuba, China, Alemanha, Rússia e outros.
Ainda em 1975, Gilberto Braga colaborou com Janete Clair na autoria da novela Bravo! e a substituiu quando ela teve que preparar outra trama para o lugar de Roque Santeiro, de Dias Gomes, cuja exibição fora proibida pela censura militar no dia da estreia. Com a proibição, ela escreveu então aquele que se tornaria um dos maiores sucessos, a novela Pecado Capital.

### Telenovelas contemporâneas e suspense
Em 1977, esgotado das tramas de época, Gilberto Braga escreveu o primeiro folhetim contemporâneo do horário das seis: uma adaptação da peça teatral Dona Xepa, original de Pedro Bloch. O sucesso desta novela motivou a promoção de Braga para a faixa das oito, na qual ele estreou com Dancin' Days (1978), escrita a partir do argumento inicial A Prisioneira, de sua mestra Janete Clair, de quem era pupilo, sendo primeira trama sua sem ser uma adaptação de romance consagrado. A trilha sonora internacional, basicamente com canções de discotecas foi um sucesso de vendagem - mais de um milhão e meio de cópias - assim como a nacional - um milhão de cópias - , estimulando o crescimento de novas casas do gênero e lançou diversos modismos, como voos de asa delta e meias de lurex usadas com sandália. A novela foi reexibida em 1980 no "Festival 15 Anos", com apresentação de Glória Pires e numa versão compacta (entre outubro e novembro de 1982). Alguns anos depois a novela foi adaptada para romance na coleção Campeões de Audiência - Telenovelas (lançada pela Editora Globo entre 1987 e 1988), assim como Água Viva e Pecado Capital. O livro Água Viva foi lançado por Leonor Bassères baseado nas três mil e duzentas laudas que Gilberto escrevera para a novela.
Seguiram-se outras novelas de sucesso no horário nobre: Água Viva (1980) abordou o cotidiano da classe média alta no litoral e o windsurfe, causou polêmica por conta do topless e mostrou, pela primeira vez, o uso de maconha na televisão brasileira. Prosseguiu com a novela Brilhante (1981), que discutiu a homossexualidade masculina e romance entre pessoas de diferentes idades. Brilhante foi acusada de plágio de livros e filmes norte-americanos e enfrentou problemas com a audiência e a Censura Federal, que o obrigaram a promover muitas alterações ao longo da história. O tema de abertura da novela era Luiza, composta por Tom Jobim especialmente para a trama, e cuja letra menciona o cabelo loiro e comprido da protagonista, Vera Fischer. Quando ela apareceu de cabelo curto, o compositor foi o primeiro a protestar. Este polêmico fato foi bastante criticado, e a figurinista Marília Carneiro deu a ideia de usar uma bandana no pescoço, acessório este que virou febre entre o público feminino. Nessa fase também escreveu Louco Amor (1983), que teve a estreia antecipada devido ao término repentino - causado pela morte do protagonista, Jardel Filho, de Sol de Verão (1982), de Manoel Carlos que colaborou, a pedido do próprio Gilberto, na redação do texto de Água Viva - e Corpo a Corpo (1984), inspirada no mito de Fausto, que causou polêmica por debater o racismo, um tema que não foi aceito pelo grande público.
O maior sucesso foi quando ele parou o Brasil com o mistério em torno de quem matou Odete Roitman? (Beatriz Segall), personagem da novela Vale Tudo (1988). O último capítulo da referida telenovela obteve a maior audiência já conquistada, com 86% dos televisores ligados. O final da trama revelou Leila (Cássia Kiss) como a assassina. A expectativa foi tamanha que a marca de caldos de galinha Maggi, fez um concurso em que premiava quem acertasse o nome do assassino. O vencedor recebeu cinco mil cruzeiros, equivalente a três mil e duzentos dólares. Vale Tudo também ganhou um remake em espanhol: Vale Todo (2002), com o elenco formado de atores de língua hispânica e foi exibida em parceria com a rede Telemundo, cadeia de emissoras abertas mais voltada para o público latino.
O mistério sobre a identidade de um assassino que só vem a ser revelado no último capítulo fora um recurso já utilizado pelo autor antes mesmo de Vale Tudo: em 1980, sua trama Água Viva, utilizou o bordão quem matou Miguel Fragonard? (Raul Cortez). Em 1986, sua minissérie Anos Dourados, que retratava o Rio de Janeiro dos anos 1950, contou com vinte capítulos, e, faltando quatro para o fim, Olivério (Arthur Costa Filho), dono de uma boate em Copacabana, aparece morto - o autor do crime, revelado no último capítulo, fora Carneiro (Cláudio Corrêa e Castro). Em 1991, os personagens de sua novela O Dono do Mundo passam, na reta final, a serem perseguidos por um sujeito desconhecido, e o autor introduz um outro suspense: "quem é o homem misterioso?". No fim dos anos 1990, Braga voltou a utilizar o quem matou?, primeiro através de sua minissérie policial Labirinto (1998) que, ao longo de seus vinte capítulos, mobilizou o público com a pergunta "quem matou Otacílio Martins Fraga?" (Paulo José) e em seguida, através de sua telenovela de época Força de um Desejo (1999) que, no capítulo 155, introduziu a pergunta "quem matou o Barão Henrique Sobral?" (Reginaldo Faria). O mistério durou até o capítulo 226, o último da trama. Além de Sobral, diversos outros personagens morreram misteriosamente ao longo da trama: a baronesa Helena (Sônia Braga), o Dr. Xavier (Nelson Dantas) e o padre Olinto (Abrahão Farc), todos vítimas da mesmo assassino em série. Quatro anos mais tarde, Celebridade (2003) perguntava "quem matou Lineu Vasconcelos?" (Hugo Carvana), tendo sido a vilã Laura (Cláudia Abreu) a assassina. Em 2007, o mistério foi na novela Paraíso Tropical, com o bordão "quem matou Taís Grimaldi?" (Alessandra Negrini). Em 2011, foi a vez da novela Insensato Coração usar o bordão "quem matou Norma Pimentel?" (Glória Pires). Em 2015, Babilônia traz ao público a pergunta "quem matou Murilo?" (Bruno Gagliasso).

### Substituição e trilogia entre 1988 e 1994
Gilberto Braga substituiu informalmente Sílvio de Abreu em alguns capítulos, na autoria da novela Rainha da Sucata (1990), quando este precisou se afastar durante algumas semanas por problemas pessoais. Em 1992 Gilberto substituiu Glória Perez na condução da novela De Corpo e Alma em parceria com a fiel colaboradora Leonor Bassères. Glória se afastou da trama por algumas semanas devido ao assassinato da atriz Daniela Perez, sua filha, que atuava na trama.
O primeiro título sugerido para Vale Tudo (1988) foi Pátria Amada, o que se tornou inviável por já existir um filme (da cineasta Tizuka Yamazaki) com este nome. Além de refletir sobre os problemas do alcoolismo e de mostrar, pela primeira vez de maneira explícita, o relacionamento homoafetivo entre duas mulheres, a novela iniciava uma trilogia onde eram abordadas temas sobre honestidade e corrupção. O segundo trabalho nesse caminho foi O Dono do Mundo (1991), que teve o objetivo de recuperar a audiência perdida com a antecessora no horário, Meu Bem, Meu Mal, de Cassiano Gabus Mendes. A novela sofreu reformulações pois a trama inicial não entusiasmara o público e houve uma migração significativa da audiência para a novela infantil mexicana Carrossel (do SBT) que, entretanto, jamais chegou a superá-la no confronto. Desta vez, quem colaborou na condução da história foi Sílvio de Abreu, que deu maior agilidade, o que fez com que a trama fosse recuperando gradativamente a audiência. O Dono do Mundo teve média geral de quarenta e três pontos, índice considerado baixíssimo para uma novela do horário nobre na época. O maior destaque da novela foi a elogiadíssima abertura, que mostrou imagens de Charles Chaplin no filme O Grande Ditador (1940). A última obra da trilogia foi Pátria Minha (1994). A novela, que teve o título extraído do poema homônimo de Vinícius de Moraes, enfocou conflitos ideológicos como as questões da moradia, racismo, adultério, virgindade - já abordada em O Dono do Mundo - e primeira experiência sexual, uso de preservativos e diálogo familiar (pais e filhos). Pátria Minha teve média geral de quarenta e seis pontos, dez a menos que a antecessora, Fera Ferida, de Aguinaldo Silva, apesar dos percalços que a produção teve que enfrentar com os atores Vera Fischer e Felipe Camargo, então casados, que foram afastados do elenco.

### Minisséries, supervisão de texto e retorno às produções de época
A primeira minissérie escrita foi um dos trabalhos mais elogiados e bem-sucedidos: Anos Dourados (1986), dirigida por Roberto Talma. A trama, que foi posta no ar às pressas visando concorrer com o estrondoso sucesso Dona Beija da extinta Rede Manchete, também marcou o retorno às produções ambientadas nos anos 1950, realçado principalmente pela trilha sonora que trouxe diversas canções consagradas da época (escolhidos pessoalmente pelo autor, que pela primeira vez atuou também como produtor musical). Anos Dourados foi reprisada em 1988 e 1990 com cortes - alguns duramente criticados, inclusive na narração do encerramento, que não conta o destino dos personagens principais. A minissérie foi lançada em DVD em 2003, numa versão condensada porém mais completa que a versão apresentada em 1990. Como parte das comemorações dos quarenta anos da Rede Globo, em 2005 o canal pago Multishow apresentou parte da série, também com cortes, sendo relançada em DVD em 2006 com dois volumes pela Editora Globo.
A minissérie O Primo Basílio (1988), baseada no romance homônimo do escritor português Eça de Queiroz, marcou à volta ao trabalho com adaptações e às produções de época na carreira. A minissérie foi muito elogiada pela Federação das Associações Portuguesas e Luso-Brasileiras e criticada por alguns intelectuais que se opuseram à versão televisiva do romance, abordando a cultura portuguesa da literatura de Eça de Queiroz. Quatro anos mais tarde, outra minissérie obteve relevante sucesso: Anos Rebeldes (1992), lançada em livro (com adaptação de Flávio de Campos) paralelamente à exibição na tevê, onde abordava a época da ditadura militar brasileira (1964-1985). Na minissérie, encontrou eco ao povo que ia às ruas pedir o impeachment do então presidente Fernando Collor de Mello, vivendo uma situação política semelhante à discutida na obra. A minissérie foi lançada em vídeo nos anos 1990, e, assim como Anos Dourados, teve lançamento em DVD, em 2003, também numa versão compacta, e uma exibição no canal Multishow em 2005.
Em 1990 Gilberto atuara como supervisor de texto na novela Lua Cheia de Amor, adaptação de Ana Maria Moretzsohn para Dona Xepa (1977), baseada na peça homônima de Pedro Bloch. Ele havia também colaborado na sinopse de Bambolê, de Daniel Más (1987), ambientada nos anos 1950 - assim como a minissérie Anos dourados. Gilberto também supervisionaria, mais tarde, o texto de Miguel Falabella e Maria Carmem Barbosa na elaboração da sinopse e na construção do perfil dos personagens da novela Salsa e Merengue (1996). Em 2012 o autor supervisiona o texto de Claudia Lage e João Ximenes Braga para a telenovela Lado a Lado, premiada internacionalmente com o Emmy de melhor telenovela.
Em 1998 o autor escrevera uma sinopse intitulada Feliz Aniversário, projeto que acabou sendo abortado mas cujas tramas foram aproveitadas na sua minissérie policial Labirinto. Estrelada por Malu Mader e Fábio Assunção, Labirinto é, até os dias de hoje, a última minissérie escrita pelo autor, que desde então tem escrito apenas telenovelas.
Além de participarem da minissérie Labirinto, Fábio Assunção e Malu Mader protagonizaram a novela Força de um Desejo (1999), ambientada no século XIX por decisão que a TV Globo tomou depois do grande sucesso de Chiquinha Gonzaga, de Lauro César Muniz, que se passava nessa mesma época. A novela também marcou a volta às produções de época no horário das seis da Rede Globo depois de oito anos. A última havia sido em Salomé (1991), de Sérgio Marques, cujo projeto deveria ter sido desenvolvido por Gilberto, em 1978, tendo ele passado na época para o horário nobre, com Dancin' Days.
Por volta de 1998 havia sido cogitado um remake da novela Dancin' Days, para comemorar vinte anos de sua estreia, mas por questões de inadequação ao horário que a Globo havia disponibilizado para o autor - 18 horas - este projeto também acabou sendo descartado. Segundo o autor, ele queria Malu Mader, Glória Pires e Leandra Leal nos papéis que foram de Sônia Braga, Joana Fomm e Glória Pires, respectivamente, em 78. Como a vaga no horário das 18 horas continuava disponível, a Globo entregou a Gilberto uma sinopse que Alcides Nogueira escrevera em 1988 sob o título de Amor Perfeito. Gilberto reformulou a sinopse, dando origem à Força de um Desejo, exibida a partir de maio de 1999.
Ainda em 1998, quando Gilberto Braga começara a escrever Força de um Desejo a partir da história original de Alcides Nogueira, Alcides se encontrava a colaborar com Sílvio de Abreu na telenovela Torre de Babel. Dessa forma, Gilberto desenvolveu a trama sozinho até Alcides estar disponível para trabalhar com ele, o que só veio a acontecer quando do fim de Torre de Babel em janeiro de 1999. Na sinopse original de 1988 a ação se passava na década de 1950, tendo sido mudada para o século XIX após a reformulação. Os atores originalmente cogitados em 1988 foram Maria Zilda, Thales Pan Chacon e Castro Gonzaga para os papéis equivalentes aos personagens que acabaram sendo interpretados por Malu Mader, Fábio Assunção e Reginaldo Faria em Força de um Desejo. Denise del Vecchio, que também estaria no elenco da primeira versão, acabou ganhando um papel de destaque na telenovela de 1999.
Exibida a partir de maio de 1999, e originalmente estruturada para 179 capítulos, Força de um Desejo terminou por ser tremendamente esticada, sendo concluída então com 226 capítulos. Para ajudar os autores principais, Sérgio Marques, antes creditado na abertura da telenovela como co-autor, acabou juntando-se a Braga e a Nogueira na autoria principal da trama.
Força de um Desejo tornou-se entre os críticos um dos mais cultuados trabalhos já realizados pelo autor, ainda que não tenha alcançado altos índices de audiência, como antes fora esperado. Porém, cinco anos após seu término em janeiro de 2000, passou a ser reprisada em setembro de 2005 na sessão Vale a Pena Ver de Novo conquistando uma audiência satisfatória. A telenovela também fora um estrondoso sucesso quando exibida internacionalmente. Ao ser reapresentada no Vale a Pena Ver de Novo, Força de um Desejo tornou-se a primeira telenovela da Rede Globo a utilizar o recurso closed caption, processo que permite aos deficientes auditivos acompanhar o que está sendo dito nos programas por meio da leitura de legendas que podem ser visualizadas na tela.

### Anos 2000 e indicação aoEmmy Awards
Em Celebridade (2003), que teve o título provisório de Fama, o mundo ficcional era tratado como real, ridicularizando e colocando em questão o que é "ser célebre" e o que é "ter fama". A obra foi escrita principalmente para comemorar os vinte anos de carreira da atriz Malu Mäder, grande amiga de Braga. A sinopse escrita originalmente em 2001, mas sua exibição foi adiada. Consistia em uma espécie de revisão das antigas obras, com personagens com as mesmas características de outros em trabalhos anteriores, além de revisitar o quem matou? (através do mistério quem matou Lineu Vasconcelos?).
Paraíso Tropical, levada ao ar de 5 de março a 28 de setembro de 2007, em 179 capítulos, foi a produção do horário de menor duração dos onze anos anteriores. Seu título provisório foi Copacabana, em referência ao bairro carioca, onde a história é ambientada. Foi escrita em parceria com o fiel colaborador Ricardo Linhares, mostrando ao público temas importantes e polêmicos, como homossexualidade sem nenhum preconceito, turismo sexual, prostituição - já abordada em O Dono do Mundo - e alcoolismo. A trama foi protagonizada por Fábio Assunção e Alessandra Negrini, que estava afastada das novelas havia cinco anos. Negrini substituiu Cláudia Abreu, que precisou deixar o trabalho por causa de uma gravidez. A novela marcou também a volta de Renée de Vielmond às telenovelas - a última da qual ela havia participado foi Explode Coração, de Glória Perez (1995). Daisy Lucidy também estava longe das telas desde 1976, quando fez parte do elenco de O Casarão, de Lauro César Muniz. Vera Holtz substituiu Joana Fomm na personagem Marion Novaes, pois Joana precisou se afastar por problemas de saúde. Cogitava-se o seu retorno à trama em outro papel, mas isso não se concretizou. A novela seguiu o gênero habitual de suspense das novelas de Gilberto Braga. No capítulo 154 houve a morte de Taís Grimaldi (Alessandra Negrini), e o mistério foi levado até o final, com a pergunta quem matou Taís?. Logo depois do assassinato principal vieram mais perguntas, como quem envenenou Marion Novaes? (no capítulo 171) e quem matou Lutero? (no capítulo 175) - todos cometidos pelo mesmo assassino - Olavo (Wagner Moura). Durante a exibição, Paraíso Tropical foi o programa mais visto da televisão brasileira [carece de fontes?]. A trama foi indicada ao Emmy 2008 na categoria de melhor novela. O International Emmy Awards, ou simplesmente Emmy, é equivalente ao Oscar da televisão internacional.
Quase quatro anos depois, estreava outra telenovela de autoria de Braga, Insensato Coração, que estreou na faixa das 21h na Globo, em 17 de janeiro de 2011, substituindo Passione, de Sílvio de Abreu. A trama teve 185 capítulos, sendo o último exibido em 19 de agosto de 2011. No ano seguinte, Braga supervisionou os textos da telenovela Lado a Lado, de autoria de João Ximenes Braga (seu antigo colaborador) e Claudia Lage.
Em 2015 foi a vez de Babilônia, também na faixa das 21h, e que inicialmente teve o título de Três Mulheres. A previsão inicial de estreia era 23 de fevereiro de 2015, mas foi adiada para 16 de março. Com 143 capítulos, a trama terminou em 29 de agosto, sendo considerada "forte" pela crítica, pois abordava temas pouco tradicionais ao gênero, como homossexualidade e racismo, e foi rejeitada pela parcela mais conservadora do público, especialmente entre os seguidores do evangelicalismo; alguns deputados da bancada evangélica chegaram a promover boicotes à produção. Além disso, a trama abordava a prostituição pela personagem de Sophie Charlotte e a ninfomania pela personagem de Glória Pires. Babilônia teve a menor média do horário das 21 horas na Grande São Paulo: 25 pontos, tomando o posto de Em Família, que obteve 30, e trazendo problemas de audiência para a sua sucessora, A Regra do Jogo. Seus maus resultados, no entanto, não foram atribuídos somente aos polêmicos temas abordados — uma vez que a telenovela das 23 horas, Verdades Secretas, exibida no mesmo período, obteve sucessivos recordes de audiência para o seu horário mesmo apresentando uma trama com alto conteúdo erótico —, mas também ao roteiro considerado inconsistente pela imprensa. Depois de Babilônia, não conseguiu emplacar outras tramas na TV mas ao morrer deixou obras inacabadas, como Feira das Vaidades, prevista para a faixa das 18h, inspirada na obra literária homônima Vanity Fair, escrita por William Makepeace Thackeray. Aproximadamente oitenta capítulos já estavam prontos. Um remake de Brilhante também estava sendo planejado, com parceria de João Ximenes Braga, que havia recebido o nome de Intolerância. A trama, que estava prevista para ir ao ar na faixa das 23h, nunca foi aprovada pela Globo.

### Vida pessoal
Segundo o site Bem Paraná, o autor de novelas Gilberto Braga e o decorador Edgar Moura Brasil ficaram noivos no dia 26 de dezembro de 2013 na cidade de Paris, celebrando esta ocasião no restaurante L'Entrecôte. Vieram a oficializar a união na data de 22 de março de 2014, no próprio apartamento de ambos, no Arpoador, no Rio de Janeiro. O longo relacionamento durou quase cinquenta anos.
Em julho de 2023, Felipe de Carolis, ator de Verdades Secretas, expôs mensagens comprometedoras que teriam sido enviadas pelo autor Gilberto Braga. Felipe relatou ter denunciado o dramaturgo por assédio no compliance da Globo, mas as investidas de Braga continuaram por mais cinco anos.

## Características de obras
Com foco na alta sociedade carioca e contemporânea, as tramas de Gilberto Braga trazem temas frequentes como a ambição social, vingança, corrupção, rivalidade entre irmãos, homossexualidade, racismo e diferença social. Atores comuns em suas obras são Reginaldo Faria, Malu Mader, Glória Pires, Betty Faria, Camila Pitanga, Cláudia Abreu, Antônio Fagundes, Tetê Medina, Tarcísio Meira, Débora Duarte, Ângela Leal, Nívea Maria, Fábio Assunção, Joana Fomm, Lília Cabral, Cláudio Corrêa e Castro, Beatriz Segall,  Renata Sorrah, Zeni Pereira, Isabela Garcia, Cláudio Cavalcanti, Nathalia Timberg, Zilka Salaberry, Fernanda Montenegro, Maria Padilha, Clementino Kelé, José Augusto Branco, Carlos Eduardo Dolabella, Cássio Gabus Mendes, Deborah Evelyn, Lavínia Vlasak, Bete Mendes, Gabriel Braga Nunes, Daisy Lúcidi, Bruno Gagliasso, Hugo Carvana, Lauro Corona, Milton Moraes, Mauro Mendonça, Eloísa Mafalda, Lourdes Mayer, Jacqueline Laurence, Ivan Cândido, José Lewgoy, Tônia Carrero, Yara Amaral, Kadu Moliterno, Nildo Parente, Rosita Thomaz Lopes, Chica Xavier, Marcos Palmeira, Cristina Galvão, Marco Ricca, Otávio Müller, Arlete Salles, Ana Lúcia Torre, Francisco Dantas, Aracy Balabanian, Cleyde Blota, José Wilker, Hemílcio Fróes, Norma Blum, Beatriz Lyra, Edwin Luisi, Dary Reis, Neusa Borges, Joyce de Oliveira, Fátima Freire, Renato Pedrosa, Castro Gonzaga, Mário Lago, Maria Lúcia Dahl, Natália do Vale, Maria Helena Pader, John Herbert, Lídia Mattos, Buza Ferraz, Ítalo Rossi, Bia Seidl, Otávio Augusto, Stepan Nercessian, Paulo Figueiredo, Lúcia Alves, Roberto de Cleto, Paula Lavigne, Roberto Pirillo, José de Abreu, Otávio Muller, Paulo Reis, Rodolfo Bottino, Marcelo Faria, Marcelo Serrado, Yaçanã Martins, Tuca Andrada, Chico Diaz, Isabel Fillardis, Ana Carbatti, Alexandre Moreno, Neuza Amaral, Ana Beatriz Nogueira, Taumaturgo Ferreira, Dudu Azevedo e Daniel Dantas, além do ator e diretor Dennis Carvalho, responsável pela direção geral da maioria de suas obras, além de fazer participações esporádicas na maioria delas como ator.

### Rivalidade entre irmãos
Em Dancin' Days (1978), a trama girava em torno da disputa entre as irmãs Júlia Mattos e Yolanda Pratini, interpretadas por Sônia Braga e Joana Fomm, respectivamente, pelo amor de Marisa, filha da primeira e criada pela segunda. Dois anos depois, em Água Viva, Gilberto Braga voltou a discutir o tema, dessa vez com os irmãos Miguel, personagem de Raul Cortez, e Nelson, vivido por Reginaldo Faria, que acabam disputando o amor da protagonista Lígia. Em 2007, a novela Paraíso Tropical trouxe como tema central o embate entre as gêmeas Paula e Taís (ambas interpretadas por Alessandra Negrini). A primeira é uma boa moça e mulher trabalhadora, enquanto a segunda era fútil e mau-caráter, sendo capaz de fazer tudo por dinheiro. A trama ainda trouxe o personagem Olavo, vivido por Wagner Moura, que vivia às turras com o meio-irmão Ivan (Bruno Gagliasso), apesar de não aparentar nenhum motivo para odiá-lo. A razão pelo ódio do personagem apenas foi revelada no último capítulo da trama. Insensato Coração, de 2011, trouxe os irmãos Léo (Gabriel Braga Nunes) e Pedro (Eriberto Leão) como rivais, o primeiro sendo o grande e inescrupuloso vilão e o sengudo o mocinho da estória. Babilônia, última novela do autor, trouxe os irmãos Vinícius, vivido por Thiago Fragoso, e Murilo, defendido por Bruno Gagliasso, como rivais. O personagem de Gagliasso chega a tentar matar o irmão de criação, que fora adotado pela mãe dele.

### Diversidade sexual
No sucesso de audiência Dancin' Days, escrita pelo autor em 1978, trouxe uma das primeiras representações de homossexual que se tornou um clássico estereótipo nas telenovelas das décadas seguintes: o mordomo gay com afetações, Everaldo, personagem vivido por Renato Pedrosa. Três anos depois, em 1981, a telenovela Brilhante trouxe como um dos personagens centrais Inácio, um homossexual defendido por Dennis Carvalho, cuja mãe pretende casá-lo com a protagonista da trama, Luiza, apaixonada por outro homem. Em Vale Tudo, grande sucesso de Gilberto Braga de 1988, trouxe o casal lésbico vivido por Lala Deheinzelin e Cristina Prochaska: Cecília e Laís. O relacionamento das personagens não foi bem aceito pelo público, o que culminou na morte de Cecília, trazendo, assim, um novo debate para a novela até então não explorada na dramaturgia brasileira: quem deveria ficar com a herança de alguém que vivia em um casamento homossexual.
No século XXI, com maior liberdade de criação, Braga defendeu diversos personagens homossexuais, bissexuais e travestis nas novelas Paraíso Tropical (2007), Insensato Coração (2011) e Babilônia (2015). Na primeira trama, Sérgio Abreu e Carlos Casagrande viveram o casal homossexual Tiago e Rodrigo, respectivamente. Apesar do sucesso de audiência, os personagens foram criticados por não terem muitas cenas de afeto em cena. Na telenovela de 2011, Giba criou um núcleo quase totalmente LGBT, dando destaque ao romance de Eduardo (Rodrigo Andrade) e Hugo (Marcos Damigo), que eram atormentados pelo homofóbico Vinícius.
Na polêmica Babilônia, logo em seu primeiro capítulo, ocorreu o beijo homossexual entre as personagens Teresa Petruccelli e Estela Marcondes, um casal de idosas bem-sucedidas defendidas por Fernanda Montenegro e Nathalia Timberg, sendo o primeiro beijo gay numa novela de Gilberto Braga. O ato foi considerado um dos principais motivos pela queda da audiência da novela, considerado um dos maiores fracassos do horário das 21h da Globo. Entretanto, apesar do boicote, a trama ainda apresentou outro casal gay: Ivan e Sérgio, vividos por Marcelo Mello Jr. e Cláudio Lins, respectivamente, e da transsexual Úrsula, personagem de Rogéria.

## Morte
Gilberto Braga morreu em 26 de outubro de 2021, aos 75 anos, no Hospital Copa Star, na cidade do Rio de Janeiro. Foi vitimado por complicações decorrentes do Mal de Alzheimer e uma infecção sistêmica decorrente de uma perfuração no esôfago.
Foi sepultado no dia seguinte no Cemitério de São João Batista.

## Filmografia

### Telenovelas
| Título             | Ano  | Creditado como                  | Creditado como                  | Emissora | Horário | Parceiros titulares                                                               |
| Título             | Ano  | Autor principal                 | Supervisor de texto             | Emissora | Horário | Parceiros titulares                                                               |
| ------------------ | ---- | ------------------------------- | ------------------------------- | -------- | ------- | --------------------------------------------------------------------------------- |
| Corrida do Ouro    | 1974 | Sim                             |                                 | TV Globo | 19hrs   | com Lauro César Muniz                                                             |
| Helena             | 1975 | Sim                             |                                 | TV Globo | 18hrs   |                                                                                   |
| Senhora            | 1975 | Sim                             |                                 | TV Globo | 18hrs   |                                                                                   |
| Bravo!             | 1975 | Sim                             |                                 | TV Globo | 19hrs   | com Janete Clair                                                                  |
| Escrava Isaura     | 1976 | Sim                             |                                 | TV Globo | 18hrs   |                                                                                   |
| Dona Xepa          | 1977 | Sim                             |                                 | TV Globo | 18hrs   |                                                                                   |
| Dancin' Days       | 1978 | Sim                             |                                 | TV Globo | 20hrs   |                                                                                   |
| Água Viva          | 1980 | Sim                             |                                 | TV Globo | 20hrs   | com Manoel Carlos                                                                 |
| Brilhante          | 1981 | Sim                             |                                 | TV Globo | 20hrs   |                                                                                   |
| Louco Amor         | 1983 | Sim                             |                                 | TV Globo | 20hrs   |                                                                                   |
| Corpo a Corpo      | 1984 | Sim                             |                                 | TV Globo | 20hrs   |                                                                                   |
| Bambolê            | 1987 | Colaborou na autoria da sinopse | Colaborou na autoria da sinopse | TV Globo | 18hrs   | com Silvio de Abreu                                                               |
| Vale Tudo          | 1988 | Sim                             |                                 | TV Globo | 20hrs   | com Aguinaldo Silva e Leonor Bassères                                             |
| Rainha da Sucata   | 1990 | Escreveu alguns capítulos       | Escreveu alguns capítulos       | TV Globo | 20hrs   | Autor principal: Silvio de Abreu.                                                 |
| Lua Cheia de Amor  | 1990 |                                 | Sim                             | TV Globo | 19hrs   | Autores principais: Ana Maria Moretzsohn, Ricardo Linhares e Maria Carmem Barbosa |
| O Dono do Mundo    | 1991 | Sim                             |                                 | TV Globo | 20hrs   |                                                                                   |
| De Corpo e Alma    | 1992 | Escreveu alguns capítulos       | Escreveu alguns capítulos       | TV Globo | 20hrs   | Autora principal: Gloria Perez. Com Leonor Bassères.                              |
| Pátria Minha       | 1994 | Sim                             |                                 | TV Globo | 20hrs   |                                                                                   |
| Salsa e Merengue   | 1996 |                                 | Sim                             | TV Globo | 19hrs   | Autores principais: Miguel Falabella e Maria Carmem Barbosa                       |
| Força de Um Desejo | 1999 | Sim                             |                                 | TV Globo | 18hrs   | com Alcides Nogueira                                                              |
| Celebridade        | 2003 | Sim                             |                                 | TV Globo | 20hrs   |                                                                                   |
| Paraíso Tropical   | 2007 | Sim                             |                                 | TV Globo | 20hrs   | com Ricardo Linhares                                                              |
| Insensato Coração  | 2011 | Sim                             |                                 | TV Globo | 21hrs   | com Ricardo Linhares                                                              |
| Lado a Lado        | 2012 |                                 | Sim                             | TV Globo | 18hrs   | Autores principais: João Ximenes Braga e Claudia Lage                             |
| Babilônia          | 2015 | Sim                             |                                 | TV Globo | 21hrs   | com Ricardo Linhares e João Ximenes Braga                                         |

### Séries
| Título          | Ano  | Creditado como | Emissora |
| Título          | Ano  | Autor          | Emissora |
| --------------- | ---- | -------------- | -------- |
| Anos Dourados   | 1986 | Sim            | TV Globo |
| O Primo Basílio | 1988 | Sim            | TV Globo |
| Anos Rebeldes   | 1992 | Sim            | TV Globo |
| Labirinto       | 1998 | Sim            | TV Globo |

### Obras baseadas em seus trabalhos
| Ano  | Trabalho                 | País           | Emissora           | Escalação                  | Notas                         | Parceiros Titulares |
| ---- | ------------------------ | -------------- | ------------------ | -------------------------- | ----------------------------- | ------------------- |
| 2002 | Vale todo                | Estados Unidos | Telemundo/TV Globo | Autor da história original | Remake de Vale Tudo (1988)    | Yves Dumont         |
| 2010 | Entre el amor y el deseo | México         | TV Azteca/TV Globo | Autor da história original | Baseado em Louco Amor (1983)  | Patricia Palmer     |
| 2012 | Dancin' Days             | Portugal       | SIC/TV Globo       | Autor da história original | Remake de Dancin' Days (1978) | Pedro Lopes         |
| 2025 | Vale Tudo                | Brasil         | TV Globo           | Autor da história original | Remake de Vale Tudo (1988)    | Manuela Dias        |

## Teatro

### Como tradutor
- 1972 - Os Amantes de Viorne (L'Amante anglaise)
- 1976 - O Estranho Casal (The Odd Couple)

## Prêmios e indicações

### Prêmios
| Ano  | Prêmio                  | Trabalho          | Categoria         | Resultado |
| ---- | ----------------------- | ----------------- | ----------------- | --------- |
| 1980 | Troféu Imprensa         | Água Viva         | Melhor Telenovela | Venceu    |
| 1988 | Troféu APCA             | O Primo Basílio   | Prêmio da Crítica | Venceu    |
| 1988 | Troféu APCA             | Vale Tudo         | Melhor Telenovela | Venceu    |
| 1988 | Troféu Imprensa         | Vale Tudo         | Melhor Telenovela | Venceu    |
| 1991 | Troféu Imprensa         | O Dono do Mundo   | Melhor Telenovela | Venceu    |
| 1992 | Troféu APCA             | Anos Rebeldes     | Prêmio da Crítica | Venceu    |
| 2004 | Prêmio Qualidade Brasil | Celebridade       | Melhor Telenovela | Venceu    |
| 2004 | Prêmio Qualidade Brasil | Celebridade       | Melhor Autor      | Venceu    |
| 2004 | Troféu APCA             | Celebridade       | Melhor Telenovela | Venceu    |
| 2007 | Prêmio Qualidade Brasil | Paraíso Tropical  | Melhor Telenovela | Venceu    |
| 2007 | Prêmio Qualidade Brasil | Paraíso Tropical  | Melhor Autor      | Venceu    |
| 2007 | Troféu APCA             | Paraíso Tropical  | Melhor Telenovela | Venceu    |
| 2007 | Troféu Imprensa         | Paraíso Tropical  | Melhor Telenovela | Venceu    |
| 2007 | Troféu Internet         | Paraíso Tropical  | Melhor Telenovela | Venceu    |
| 2007 | Prêmio Contigo!         | Paraíso Tropical  | Melhor Telenovela | Venceu    |
| 2007 | Prêmio Contigo!         | Paraíso Tropical  | Melhor Autor      | Venceu    |
| 2007 | Prêmio Quem Acontece    | Paraíso Tropical  | Melhor Autor      | Venceu    |
| 2007 | Prêmio Extra de TV      | Paraíso Tropical  | Melhor Telenovela | Venceu    |
| 2007 | Poptevê                 | Paraíso Tropical  | Melhor Telenovela | Venceu    |
| 2007 | TV Press                | Paraíso Tropical  | Melhor Telenovela | Venceu    |
| 2007 | TV Press                | Paraíso Tropical  | Melhor Autor      | Venceu    |
| 2007 | Melhores e Piores - IG  | Paraíso Tropical  | Melhor Telenovela | Venceu    |
| 2008 | Emmy Internacional      | Paraíso Tropical  | Melhor Telenovela | Indicado  |
| 2012 | Prêmio Contigo!         | Insensato Coração | Melhor Telenovela | Indicado  |
| 2012 | Prêmio Contigo!         | Insensato Coração | Melhor Autor      | Indicado  |